# Татаупа малий
Татаупа малий (Crypturellus soui) — вид птахів родини тинамових (Tinamidae).

## Поширення
Вид поширений у Центральній і Південній Америці. Мешкає у тропічних низинних лісах, узліссях, низинних вічнозелених лісах, вторинних лісах та низинних чагарниках на висоті до 2000 м над рівнем моря.

## Опис
Дрібний птах завдовжки від 22 до 24 см в довжину і вагою близько 220 г. Він має коричневе оперення з сірим відтінком на голові. Його шия бурувата, горло біле, а живіт яскраво-коричневого кольору. Самиця внизу має яскравіший червонувато-коричневий відтінок. Ноги можуть бути сірими, оливковими або жовтими.

## Спосіб життя
Живе у густому підліску. Харчові звички залежать від пори року, хоча переважно він травоїдний. У літній час раціон складається з дрібних плодів, насіння і включає в себе дрібних безхребетних. У зимовий сезон він, зазвичай, їсть різноманітне насіння або ягоди, зібрані на землі. У молодому віці він більше залежить від комах, ніж коли вони стають дорослими.
Період розмноження — з травня по жовтень. Гніздо облаштовує у лісовій підстилці. У кладці 2 яйця. Яйця насиджує самець.

## Підвиди
- C. soui meserythrus (Sclater, PL, 1860) — поширений в Мексиці, Белізі, Гондурасі, Гватемалі, Сальвадорі та Нікарагуа.[5]
- C. soui modestus (Cabanis, 1869) — в Коста-Риці та західній Панамі.[5]
- C. soui capnodes Wetmore, 1963 — на північному заході Панами.[5]
- C. soui poliocephalus (Aldrich, 1937) — на тихоокеанському узбережжі Панами.[5]
- C. soui caucae (Chapman, 1912) — в долині річки Магдалена в Колумбії.[5]
- C. soui harterti (Brabourne & Chubb, C, 1914) — на тихоокеанському узбережжі Колумбії та Еквадору.[5]
- C. soui mustelinus (Bangs, 1905) — на північному сході Колумбії та у Венесуелі.[5]
- C. soui caquetae (Chapman, 1915) — на південному сході Колумбії.[5]
- C. soui nigriceps (Chapman, 1923) — у східному Еквадорі та на північному сході Перу.[5]
- C. soui soui (Hermann, 1783) — у східній Колумбії, східній та південній Венесуелі, Французькій Гвіані, Гаяні, Суринамі та на північному сході Бразилії.[5]
- C. soui albigularis (Brabourne & Chubb, C, 1914) — на північному сході Бразилії.[5]
- C. soui inconspicuus Carriker, 1935 — на півночі Болівії та в центральній частині Перу.[5]
- C. soui andrei (Brabourne & Chubb, C, 1914) — в Тринідаді та на півночі Венесуели.[5]
- C. soui panamensis (Carriker, 1910) — на узбережжі Панами і на Перлинних островах Панами[5].